# Discothyrea isthmica
Discothyrea isthmica är en myrart som beskrevs av Weber 1940. Discothyrea isthmica ingår i släktet Discothyrea och familjen myror. Inga underarter finns listade i Catalogue of Life.